# Lobanilia ovalis
Lobanilia ovalis är en törelväxtart som först beskrevs av Henri Ernest Baillon, och fick sitt nu gällande namn av Radcl.-sm.. Lobanilia ovalis ingår i släktet Lobanilia och familjen törelväxter. Inga underarter finns listade i Catalogue of Life.